# Стойко Вълчев
Стойко Вълчев е български автомобилен състезател, навигатор. Двукратен шампион на България и победител в Рали България за 2008 година, като навигатор на пилота Крум Дончев, с автомобил Пежо 207 S2000, на Приста Ойл Рали Тим.

## Биография
Роден е на 29 ноември 1971 година в София. Завършва СПТУ по Автотранспорт „Н. Ботушев“.
Започва да се занимава с автомобилизъм още през 1988 г. като помощник-механик във ВИФ на Вл. Илиев. След военната служба започва работа в „Химимпорт“, там е 4 години главен механик на Борислав Димитров, а по-късно и 2 години като негов навигатор, като имат спечелена републиканска титла през 1995 г.
Малко по-късно става част от тандема с пилота Георги Дончев, а след приключване на състезателната му кариера и на неговия син Крум Дончев.
Навигатор на Крум Дончев е от 2004 г. През същата година са шампиони на България с автомобил Пежо 306 МАКСИ.
През 2005 г. завършват на трето място в генералното класиране на Републиканския шампионат и на първо място за купата на Южна Европа с автомобил Субару Импреза WRX STI.
В началото на 2007 година, заменят своето Субару с Мицубиши Лансер Ево9 .
През 2008 г. са победители в най-престижното състезание в страната – Рали България, а през септември същата година, тандема спечели и „Рали Сърбия“.